# Sultan Kudarat
Pour l’article homonyme, voir Sultan Kudarat (ville).
Sultan Kudarat est une province des Philippines.

## Villes et municipalités
Municipalités
- Bagumbayan
- Columbio
- Esperanza
- Isulan
- Kalamansig
- Lambayong
- Lebak
- Lutayan
- Palimbang
- President Quirino
- Sen. Ninoy Aquino

Villes
- Tacurong